# Sistema bifase (termodinamica)
In termodinamica per sistema bifase (o sistema bifasico) si intende un sistema termodinamico composto da due fasi. In altre parole, un sistema bifase è una miscela eterogenea di due o più componenti che formano due fasi.
Le fasi coinvolte nel sistema bifase possono presentare stato di aggregazione uguale oppure differente tra loro. A differenza delle miscele omogenee, nei sistemi bifase si ha sempre la presenza di un'interfaccia di separazione tra le due fasi.

## Fase continua e fase dispersa
Nell'ambito delle soluzioni, si usa chiamare soluto (o fase dispersa) la sostanza (o le sostanze) in quantità minore e solvente (o fase disperdente o fase continua) la sostanza in quantità maggiore. Per esempio nella panna, la fase dispersa (in quantità minori) è l'acqua mentre quella disperdente (in quantità maggiori) è il grasso.

## Esempi di sistemi bifase
Esempi di sistemi bifase sono i seguenti:
- liquidi immiscibili tra loro
- gas-liquido
- liquido-solido
- solido-solido.
- gas-solido (aerosol)

Due gas non possono formare un sistema bifase, in quanto tutti i gas sono miscibili tra loro (in qualunque proporzione), per cui formano sempre un'unica fase.
Un sistema formato da un gas (o una miscela di gas) e un liquido può essere bifase oppure no. Infatti ogni gas è miscibile in un liquido in un determinato campo di concentrazione (per una data temperatura). Solo se le condizioni termodinamiche sono tali che il gas non risulta miscibile nel liquido si avrà la formazione di un sistema bifase. Un esempio si sistema bifase gas-liquido è il sistema acqua-aria. L'interfaccia di separazione tra un gas e un liquido è detto "pelo libero".
Due liquidi possono dare luogo ad un sistema bifase solo se sono immiscibili tra loro. L'immiscibilità dei liquidi può essere "parziale" (se avviene solo in un determinato campo di concentrazione) o "completa" (se avviene per qualsiasi composizione). Il sistema acqua-olio è un esempio di sistema bifase liquido-liquido.
Esempi di sistemi bifase liquido-solido sono i sistemi formati da solidi finemente dispersi nei liquidi. A seconda delle condizioni termodinamiche la fase solida può essere solubile nella fase liquida. La soluzione NaCl-H2O è un esempio di sistema solido-liquido che può comportarsi da sistema monofase (costituito da una sola fase) o sistema bifase.
La ferrite è un esempio di sistema bifase solido-solido.